# Josip Stadler
Josip Stadler (Slavonski Brod, 24. siječnja 1843. – Sarajevo, 8. prosinca 1918.), bio je Vrhbosanski nadbiskup i apostolski upravitelj Banjalučke biskupije, utemeljitelj Družbe sestara Služavki Maloga Isusa, kandidat za sveca, pisac nekih od prvih i veoma znatnih filozofijskih priručnika na hrvatskome u neoskolastičkome duhu.

## Životopis
Rođen je u Slavonskom Brodu 24. siječnja 1843. u skromoj obrtničkoj obitelji Đure i Marije, rođene Balošić. U jedanaestoj je godini ostao bez oca i majke te je za nj skrb preuzela i prihvatila ga dobra obitelj Oršić. Školovanje je započeo u rodnom gradu, nastavio ga je u nadbiskupskom sirotištu u Požegi i Zagrebu, gdje je išao u gimnaziju. U Rimu na Papinskom Sveučilištu Gregorijani, postao je doktor filozofije (6. 9. 1865.) i teologije (29. 7. 1869.). Za svećenika je zaređen u Rimu 1868. Vratio se u Zagreb. Bio je gimnazijski profesor u Klasičnoj gimnaziji u sjemeništu od 1869. do 1870. godine, a kasnije 1870. – 1881. sveučilišni profesor na Nadbiskupskome liceju koji je 1874. prerastao u Katolički bogoslovni fakultet u Zagrebu u Zagrebu.
Papa Lav XIII. imenovao ga je 1881. vrhbosanskim nadbiskupom u Sarajevu. Djelovao je na vjerskom, prosvjetnom, kulturnom i nacionalnom polju. Dao je sagraditi katedralu Srca Isusova u Sarajevu, bogoslovno sjemenište s crkvom sv. Ćirila i Metoda, kaptol i nadbiskupski dvor. U Travniku je podigao gimnaziju i sjemenište. Dao je sagraditi mnogo crkvi i ženskih samostana. Utemeljio je Družbu sestara služavki Malog Isusa, sa svrhom da se skrbe za siromašnu i napuštenu djecu, za starije osobe i siromahe. Poslao je molbu u Beč, redovnici Franziski Lechner da pošalje časne sestre iz Družbe kćeri Božje ljubavi u Sarajevo. Dobile su posjed „Betanija“ u predgrađu Sarajeva, pomagale su siromašnima i predavale u školi.
Osnovao je sirotišta „Betlehem“ i „Egipat“ za djecu i starački dom. Bio je iskreno pobožan i rado je molio. Posebno je štovao Srce Isusovo, kojem je posvetio nadbiskupiju. Bio je i veliki štovatelj Blažene Djevice Marije i sv. Josipa.
Umro je u Sarajevu u 75. godini života na blagdan Bezgrješnog začeća, 8. prosinca 1918. Njegov nasljednik je postao Ivan Šarić. 
Pokopan je u sarajevskoj katedrali. Na njegovu grobu, molio je papa Ivan Pavao II., 12. travnja 1997. prigodom posjeta Bosni i Hercegovini. Pokrenut je postupak da se proglasi blaženim i svetim, u Sarajevu 20. lipnja 2002.

## Zasluge za filozofiju u Hrvata
Josip Stadler pisac je niza zapaženih filozofijskih radova, poglavito priručnika, u razdoblju 1871. – 1915., kojima je utro put neoskolastičkoj filozofiji na hrvatskome i hrvatskomu filozofijskomu nazivlju (na područjima logike, metafizike, ontologije, psihologije, kozmologije i naravne teologije).
Filozofsku naobrazbu stekao je na Papinskome sveučilištu Gregorijani u Rimu od 1862. do 1869., gdje su predavali ugledni predstavnici tada mlade no ne sasvim homogene neoskolastike: Joseph Kleutgen, Salvatore Tongiorgi, Domenico Palmieri, Alessandro Caretti i Angelo Secchi. Logiku koji je napisao njegov profesor Tongiorgi Stadler će u anonimnu prijevodu i djelomičnoj obradi izdati 1871. (Logika. Iz latinskoga jezika preveo, a stranom i preradio jedan savjetnik nadbiskupije zagrebačke). Potom će naredne godine pod svojim imenom objaviti rad o narodnim poslovicama u Danici, a 1877. i 1878. kritičke osvrte na prve priručnike iz psihologije na hrvatskome (Josip Glaser, Stjepan Basariček).
Potom je uslijedila "duga filozofska šutnja" tijekom koje je Stadler bio zauzet drugim prečim poslovima kao vrhbosanski nadbiskup. Ipak, Stadler je ipak namjeravao nastaviti svoj rad na približavanju ljekovite filozofije hrvatskim čitaocima kako bi ih odvratila od zabluda nekih novih sekularnih strujanja i posebno materijalizma. Tomu svjedoči ovaj odlomak iz njegove Logike (1871., str. 3):
"Jedno je što me u mučnosti prevadjanju i preradjivanju ovoga djela uviek nukaše i jakost davaše, a to je: korist crkve i domovine, kojoj se od ove logike nadam. Sbude li se to, bit će sav moj trud obilato naplatjen, a ja ujedno obodren ontologiju, kosmologiju, psihologiju, naravnu teologiju i etiku s vremenom izdati."
Kada su to prilike dopustile, Stadler je doista izdao sva spomenuta djela, izuzev etike, dajući time prvi širi prikaz neoskolastičke filozofije u hrvatskome, a čijoj je metafizici u tisku jedino prethodilo znatno djelo Antuna Bauera Obća metafizika ili ontologija (1894.). Stadlerova djela izašla su kao tečaj skolastičke filozofije u šest svezaka pod skupnim naslovom Filosofija. Osim toga, Stadler je na latinskome izdao dva djela o fundamentalnoj teologiji te prijevode i komentare četiriju evanđelja (Sarajevo 1895. – 1902.) i Djela apostolskih (Sarajevo 1907.).

## Značajna djela

### Djela iz filozofije
- Logika. Iz latinskoga jezika preveo, a stranom i preradio jedan savjetnik nadbiskupije zagrebačke, Zagreb 1871.
- Poslovice: pučka mudrost, Danica za godinu 1873., Zagreb 1872. str. 80-99.
- Theologia fundamentalis: tractatus de vera religione, de vera Christi Ecclesia et de Romano Pontifice complectens, Zagrabiae 1880.
- Theologia fundamentalis: tractatus de traditione, Scriptura et analysi fidei complectens, Sarajevii 1884.
- Filosofija u 6 svezaka (u Sarajevu)
  - I. Logika, dio prvi: Dijalektika, 1904.
  - II. Logika, dio drugi: Kritika ili noetika, 1905.
  - III. Opća metafisika ili ontologija, 1907.
  - IV. Kosmologija, 1909.
  - V. Psihologija, 1910.
  - VI. Naravno bogoslovlje, 1915.

### Ostala djela
- 85 pastoralnih poslanica objavljenih u službenim glasilima Vrhbosanske nadbiskupije Srce Isusovo (1882. – 1886.) i Vrhbosna (1887. – 1918.) - objedinjeno nanovo otisnute u: Josip Stadler, Pod zastavom Srca Isusova (pastoralne poslanice svećenicima i puku), Sarajevo 2001. (dostupno na stranicama Postulature Sluge Božjega Josipa Stadlera)
- molitvenici, rituali, prijevodi itd.

## Priznanja
- Počasni građanin Slavonskoga Broda (2023.)[6]

## Vanjske poveznice
- Službene stranice Postulature sluge Božjega Josipa Stadlera
- Objavljeni spisi nadbiskupa Stadlera (Postulatura Sluge Božjega Josipa Stadlera)
- Josip Stadler - prilog u TV kalendaru 24. siječnja 2013.
- Znanstveni članak: Političke i diplomatske okolnosti pokušaja uklanjanja nadbiskupa Stadlera iz Sarajeva 1913. godine, Zoran Grijak
- Nadbiskup Josip Stadler (1881. – 1918.) i Srbi, Tomo Vukušić

| Prethodnik: | Banjolučki apostolski upravitelj (1882. – 1884.) | Nasljednik:    |
| —           | Banjolučki apostolski upravitelj (1882. – 1884.) | Alfred Pichler |

| Prethodnik: | Vrhbosanski nadbiskup (1882. – 1918.) | Nasljednik:            |
| —           | Vrhbosanski nadbiskup (1882. – 1918.) | Ivan Evanđelista Šarić |